# Colombia en los Juegos Panamericanos

La bandera Colombiana.

Colombia en los Juegos Panamericanos está representado por el Comité Olímpico Colombiano.
Se ubica en el séptimo puesto en el medallero histórico. Su mejor posición histórica en el cuadro de medallas ha sido quinta en los Juegos Panamericanos de Toronto 2015 por delante de países con tradición deportiva a nivel continental, tales como México y Argentina.
El país se ha destacado especialmente en ciclismo y levantamiento de pesas, disciplinas en las que ha obtenido más de 20 medallas de oro.

## Juegos Panamericanos

### Medallero
| Año   | Sede             | Oro | Plata | Bronce | Total |
| ----- | ---------------- | --- | ----- | ------ | ----- |
| 1951  | Buenos Aires     | 1   | 0     | 0      | 1     |
| 1955  | Ciudad de México | 2   | 3     | 1      | 6     |
| 1959  | Chicago          | 0   | 0     | 0      | 0     |
| 1963  | São Paulo        | 0   | 0     | 0      | 0     |
| 1967  | Winnipeg         | 1   | 2     | 5      | 8     |
| 1971  | Cali             | 5   | 9     | 14     | 28    |
| 1975  | Ciudad de México | 3   | 4     | 4      | 10    |
| 1979  | San Juan         | 0   | 1     | 8      | 9     |
| 1983  | Caracas          | 2   | 7     | 10     | 19    |
| 1987  | Indianápolis     | 3   | 8     | 13     | 24    |
| 1991  | La Habana        | 5   | 15    | 21     | 41    |
| 1995  | Mar del Plata    | 5   | 15    | 28     | 48    |
| 1999  | Winnipeg         | 7   | 17    | 18     | 42    |
| 2003  | Santo Domingo    | 11  | 7     | 25     | 43    |
| 2007  | Río de Janeiro   | 14  | 20    | 13     | 47    |
| 2011  | Guadalajara      | 24  | 25    | 35     | 84    |
| 2015  | Toronto          | 27  | 14    | 31     | 72    |
| 2019  | Lima             | 27  | 24    | 31     | 82    |
| 2023  | Santiago         | 29  | 38    | 34     | 101   |
| Total | Total            | 136 | 171   | 257    | 564   |

### Medallas por deporte
La siguiente tabla muestra las medallas obtenidas por deporte, ordenadas por preseas de oro, plata y bronce.
| Deporte          |     |     |     |     |
| ---------------- | --- | --- | --- | --- |
| Halterofilia     | 36  | 40  | 35  | 111 |
| Ciclismo         | 30  | 20  | 23  | 73  |
| Patinaje         | 21  | 21  | 21  | 63  |
| Atletismo        | 11  | 18  | 33  | 62  |
| Tiro             | 6   | 9   | 19  | 34  |
| Squash           | 5   | 4   | 8   | 17  |
| Gimnasia         | 4   | 8   | 10  | 22  |
| Bowling          | 4   | 3   | 8   | 15  |
| Boxeo            | 3   | 10  | 14  | 27  |
| Tenis            | 3   | 4   | 1   | 8   |
| Tiro con arco    | 3   | 2   | 5   | 10  |
| Golf             | 3   | 0   | 1   | 4   |
| Surf             | 2   | 0   | 0   | 2   |
| Lucha            | 1   | 8   | 21  | 30  |
| Karate           | 1   | 3   | 5   | 9   |
| Taekwondo        | 1   | 2   | 12  | 15  |
| Fútbol           | 1   | 2   | 1   | 4   |
| Clavados         | 1   | 1   | 6   | 8   |
| Judo             | 0   | 5   | 9   | 14  |
| Esgrima          | 0   | 2   | 8   | 10  |
| Natación         | 0   | 2   | 6   | 8   |
| Esquí náutico    | 0   | 2   | 1   | 3   |
| Equitación       | 0   | 1   | 4   | 5   |
| Raquetbol        | 0   | 1   | 3   | 4   |
| Fisicoculturismo | 0   | 1   | 0   | 1   |
| Vela             | 0   | 1   | 0   | 1   |
| Voleibol         | 0   | 1   | 0   | 1   |
| Beisbol          | 0   | 0   | 1   | 1   |
| Rugby a siete    | 0   | 0   | 1   | 1   |
| Tenis de mesa    | 0   | 0   | 1   | 1   |
| Total            | 136 | 171 | 257 | 564 |

## Juegos Panamericanos Junior

### Medallero
| Año   | Sede       | Oro | Plata | Bronce | Total |
| ----- | ---------- | --- | ----- | ------ | ----- |
| 2021  | Cali-Valle | 48  | 34    | 63     | 145   |
| 2025  | Asunción   |     |       |        |       |
| Total | Total      | 48  | 34    | 63     | 145   |

### Medallas por deporte
| Deporte               |    |    |    |     |
| --------------------- | -- | -- | -- | --- |
| Atletismo             | 2  | 3  | 2  | 7   |
| Baloncesto 3x3        | 1  | 0  | 0  | 1   |
| Béisbol               | 1  | 0  | 0  | 1   |
| Bolos                 | 1  | 1  | 2  | 4   |
| Boxeo                 | 3  | 2  | 6  | 11  |
| Canotaje              | 0  | 0  | 1  | 1   |
| Ciclismo BMX          | 1  | 0  | 1  | 2   |
| Ciclismo en pista     | 10 | 3  | 0  | 13  |
| Ciclismo de montaña   | 1  | 2  | 0  | 3   |
| Ciclismo en ruta      | 0  | 0  | 0  | 0   |
| Clavados              | 0  | 1  | 1  | 2   |
| Halterofilia          | 7  | 1  | 1  | 9   |
| Gimnasia artística    | 0  | 0  | 2  | 2   |
| Judo                  | 0  | 0  | 4  | 4   |
| Natación              | 3  | 5  | 12 | 20  |
| Patinaje de velocidad | 6  | 0  | 1  | 7   |
| Skateboarding         | 0  | 0  | 1  | 1   |
| Squash                | 1  | 4  | 1  | 6   |
| Taekwondo             | 1  | 0  | 1  | 2   |
| Tiro con arco         | 0  | 3  | 2  | 5   |
| Total                 | 48 | 34 | 63 | 145 |